# Подводна пощенска станция
Първата в света подводна пощенска станция е открита през 2003 г. на територията на Република Вануату в Тихия океан, архипелага Нови Хебриди.
Тя се намира в открито море в близост до малкия остров Меле (Хайдъуей) в залива Меле, в близост до столицата Порт Вила, в нишата на коралов риф, около който плуват многобройни разноцветни и разнообразни риби. Има координати 17°43′00″ ю. ш. 168°14′00″ и. д. / 17.716667° ю. ш. 168.233333° и. д..
Подводната пощенска станция представлява отворена пластмасова будка и пощенска кутия, поставени на 3 m дълбочина, на около 50 метра от брега. Пощальонът е с водолазно оборудване може да поставя клеймо на изпратените писма. Работното време е само по един час на ден, но писмата, пуснати в пощенската кутия, се събират ежедневно.
В магазините на столицата се продават специални непромокаеми картички и пощенски марки.
С това събитие правителството на страната ознаменува 23-годишнината от придобиването на статута "рай за гмурците и водолазите" от малкия архипелаг.
Целта на акцията е да се запознаят туристите с богатството и разнообразието на подводния живот в архипелага, както и да се рекламират подводните забележителности, достъпни за тях.